# Esmeralda Agoglia
 Esmeralda Agoglia (Buenos Aires, 29 de agosto de 1923-20 de octubre de 2014) fue primera bailarina argentina que alcanzó reconocimiento internacional por su labor en la danza clásica  y desarrolló luego la actividad como directora de compañía y coreógrafa.

## Carrera como bailarina
Esmeralda Agoglia estudió en el Conservatorio Nacional de Música y Arte Escénico de Buenos Aires y en 1942 se incorporó al Teatro Colón cuando Margarita Wallmann estaba a cargo del cuerpo de baile. En un reportaje años después afirmaba: «Para mí fue un regalo de Dios entrar al Colón: allí fui feliz». Al año siguiente protagonizó el estreno de El malón, de Vania Psota, el coreógrafo del original Ballets Russes.
En 1947 ya era solista y en 1949 Primera Bailarina de la compañía hasta 1976. Entre otros trabajos por los que obtuvo especial reconocimiento se cuentan sus actuaciones en Fedra, Hamlet y el Cisne Negro.  
Se desempeñó en los más importantes ballets y actuó bajo la dirección de Serge Lifar y de Tamara Toumanova, entre otros destacados coreógrafos. En la danza de la interpretación sus actuaciones alcanzaron ribetes excepcionales, particularmente en Don Juan de Zarissa (Isabeau), Columna de fuego (Haggar), Gaité Parisienne (Guantera), El sombrero de tres picos (Molinera), Giselle (protagonista) y Estancia (Paisana).
Su última actuación como bailarina fue cuando, ya retirada, fue convocada por Pierre Lacotte para el papel de Magda en La Sylphide. Al despedirse de la escena comenzó una intensa labor como coreógrafa, repositora y directora de compañía.
Como repositora, sus trabajos fueron requeridos en el país y el extranjero. En esa labor alcanzó singular trascendencia en 1962 al ser designada directora del Ballet Estable del Teatro Argentino de La Plata. Allí se desempeñó, con algunas interrupciones, por el lapso de casi diez años, destacándose por la fidelidad de sus reposiciones.

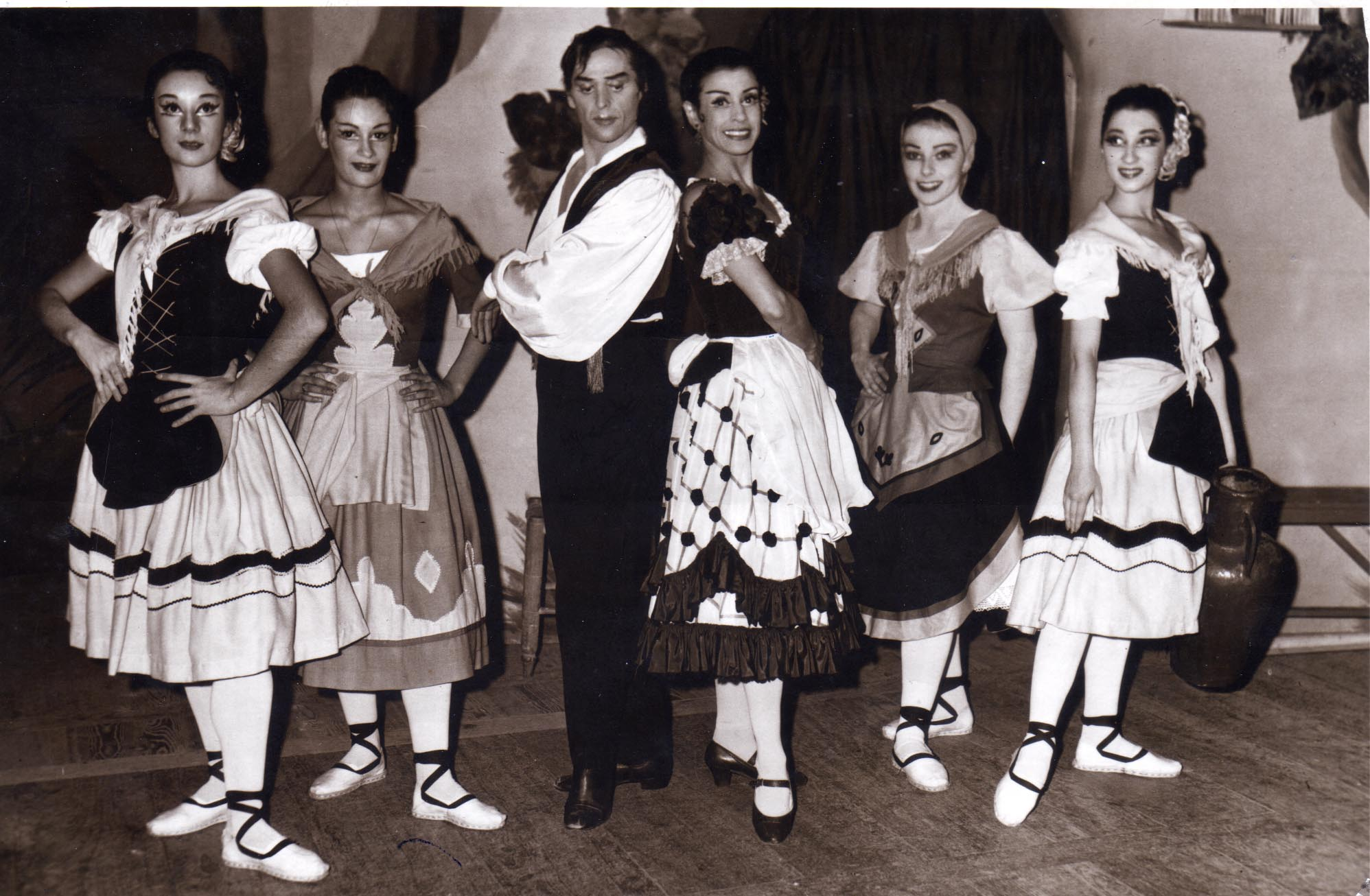
Esmeralda Agoglia y José Neglia con integrantes del Cuerpo de Baile del Teatro Argentino de La Plata, en una escena del ballet "El sombrero de tres picos", julio de 1963.-

Fue directora del Ballet del Teatro Colón de Buenos Aires (1973-1975), profesora de Danzas del Instituto Superior de Arte del Teatro Colón (1970-1971) y Regente de Danza del Instituto Superior de Arte del Teatro Colón (desde 1994). Fue Primera bailarina invitada en Lima-Perú y en La Plata.
Como coreógrafa repositora desempeñó tareas en el Teatro Colón de Buenos Aires; del Ballet del Teatro Municipal de Santiago de Chile; del SODRE de Montevideo; del Ballet de Tulsa de Estados Unidos y del Teatro Argentino de La Plata.
Realizó varios ciclos de ballet por televisión y en 1954 participó en la película Romeo y Julieta.

## Distinciones
Recibió el diploma al mérito del Premio Konex 1989 en Danza. En 1992 fue premiada por la Asociación de Arte y Cultura. En 2002 recibió la distinción de Ciudadano Ilustre de la Ciudad Autónoma de Buenos Aires.

## Reconocimiento
Una calle de la ciudad de Neuquén, provincia homónima, lleva su nombre.
El Consejo Deliberante de la Ciudad de Neuquén, por medio del artículo 2 de la Ordenanza N° 11.867 del día 19 de agosto del año 2010, considerando la extensa trayectoria y los reconocimientos públicos de la bailarina, designó el nombre de Esmeralda Agoglia, a una calle de la zona norte de la ciudad.
Esto fue posible gracias a la aprobación del proyecto que en septiembre de 2009, elevara a dicho Consejo por medio de la Comisión Vecinal, un ciudadano, en ocasión de buscar nombres de mujeres argentinas distinguidas en sus áreas.
En dicho proyecto, se incluyó también (y fue aprobado) el nombre de la igualmente reconocida primera bailarina del Teatro Colón de Buenos Aires, Norma Fontenla, para designar a otra calle del mismo barrio.

## Vida personal
Durante su estadía en el Ballet Estable, se enamoró del bailarín Ángel Eleta. «Me casé con él y el loco se mandó a mudar». Pero antes de que se fuera tuvieron una hija, Esmeralda.